# Chlorolestes elegans
Chlorolestes elegans – gatunek ważki z rodziny Synlestidae. Występuje w południowo-wschodniej Afryce; stwierdzony w RPA, Zimbabwe, Malawi i Mozambiku.
Imago lata od końca listopada do końca kwietnia. Długość ciała 60–61 mm; długość tylnego skrzydła 31,5–32 mm.